# En la cama
En la cama és un llargmetratge de l'any 2005 del director xilè Matías Bize. Es tracta de la seva segona pel·lícula i en ella tracta el seu tema recurrent: les relacions de parella. Va ser escollida per representar Xile als Premis Oscar de 2006 com a Oscar a la millor pel·lícula de parla no anglesa, però la seva nominació no fou acceptada.

## Sinopsi
La pel·lícula transcorre completament en un motel de Santiago i descriu una trobada amorosa casual ens dos joves de classe mitjana. Es van conèixer mentre sortien d'una festa i no es coneixen els noms l'un de l'altre. L'home i la dona acaben dient-se els seus noms; ell és Bruno i ella és Daniela. A mesura que avança la nit mantenen relacions sexuals, comparteixen més detalls de les seves vides, penes i pors. Bruno fingeix que la seva xicota, que el truca al mòbil, és la seva ex i admet que es trasllada a Bèlgica per estudiar postgrau. Daniela admet que el seu xicot pot ser violent, però de totes maneres es casarà amb ell. Des de la passió inicial han passat a confidències, fins i tot a la tendresa, però insisteixen en que continuarà sent la seva última fugida abans del matrimoni.

## Repartiment
- Blanca Lewin - Daniela
- Gonzalo Valenzuela - Bruno

## Versió teatral
En la cama ha estat portada al teatre per Tamzin Townsend. Roberto San Martín i María Esteve interpreten els papers principals. Amb música d'Antonio Orozco, l'obra està produïda per Producciones Come y Calla.

## Premis
- Espiga d'Or de la Seminci de 2005.[4]
- Gran Premi del Festival Internacional de Cinema de Viña del Mar[5]
- Festival Internacional del Nou Cinema Llatinoamericà de l'Havana: premi al millor guió, premi Gran Coral i Casa de las Américas.[6]